# Geneviève Bujold
Pour les articles homonymes, voir Bujold.
Geneviève Bujold [ʒən.vjɛːv by.ʒo], née le 1er juillet 1942 à Montréal (Québec, Canada), est une actrice canadienne.
Elle est surtout connue pour son interprétation d'Anne Boleyn dans le film britannique Anne des mille jours (1969) et également, pour le public français, pour son rôle aux côtés de Jean-Paul Belmondo dans L'Incorrigible (1975). Elle avait déjà été remarquée dès 1967 aux côtés du même Belmondo dans Le Voleur de Louis Malle, rôle pour lequel elle avait été primée comme meilleur espoir féminin.
Pour le public québécois, elle est surtout connue pour avoir tenu le rôle principal dans Kamouraska (1973).

## Biographie
Issue d'une famille canadienne catholique d'origine française et irlandaise, Geneviève Bujold est la fille de Laurette (née Cavanagh) et de Joseph Firmin Bujold, opérateur d'autocars pour les transports publics de Montréal. Elle reçoit une éducation stricte au couvent pendant douze ans avant d'entrer au Conservatoire d'art dramatique de Montréal.

### Années 1960
Elle débute au théâtre en 1961 dans le rôle de Rosine du Barbier de Séville.
En 1965 ONF : court métrage de 28 minutes intitulé Geneviève. Le réalisateur est Michel Brault. Fiction dont les interprètes sont Geneviève Bujold et Louise Marleau et Bernard Arcand. Le court métrage raconte les aventures de deux adolescentes se rendant la première fois au carnaval d'hiver de Québec. La rencontre d'un jeune garçon leur font vivre à toutes les deux les émotions savoureuses et contradictoire d'un premier amour.
En 1965, en tournée avec le Théâtre du Rideau vert à Paris, elle est remarquée par le réalisateur Alain Resnais, qui lui offre un rôle dans son film La guerre est finie, aux côtés d'Yves Montand.
En 1966, elle tourne deux autres films : Le Roi de cœur de Philippe de Broca, avec Alan Bates, et Le Voleur de Louis Malle, avec Jean-Paul Belmondo.
En 1967, de retour au Canada, elle épouse le réalisateur Paul Almond, de qui elle aura un fils, Matthew (né en 1968). Elle paraît successivement dans trois de ses films : Isabel (1968), Acte du cœur (The Act of the Heart, 1970), et Journey (1972). Le couple se sépare à la fin de 1970, mais le divorce est prononcé en 1975. Ils travaillent à nouveau ensemble dans Le Dernier Reportage (Final Assignment, 1980) et The Dance Goes On (1992).
En 1967, elle joue dans Entre la mer et l'eau douce (1967), film de Michel Brault, 
Mais c'est en 1969, avec le film Anne des mille jours (Anne of the Thousand Days) de Charles Jarrott, aux côtés de Richard Burton, qu'elle devient une vedette internationale. Son interprétation lui vaut en 1970 un Golden Globe de la meilleure actrice dans un film dramatique, ainsi qu'une nomination pour l'Oscar de la meilleure actrice.

### Années 1970
En 1970, elle joue le rôle de Cassandre dans Les Troyennes (The Trojan Women) de Michael Cacoyannis avec Katharine Hepburn, Vanessa Redgrave et Irene Papas. Parallèlement à sa carrière au cinéma, elle paraît à la télévision canadienne et américaine, notamment dans les classiques de George Bernard Shaw, tels Saint Joan (1967) et César et Cléopâtre (1976), ainsi que dans Antigone de Jean Anouilh (1974).
En 1973, elle joue dans Kamouraska, film de Claude Jutra, d'après le roman d'Anne Hébert, qui lui vaut le prix Etrog de la meilleure actrice au Festival du film canadien (aujourd'hui prix Génie).
En 1975, elle gagne en célébrité auprès du public français pour son rôle aux côtés de Jean-Paul Belmondo dans L'Incorrigible. 
Pour régler un contentieux avec Universal Pictures, avec qui elle est sous contrat, elle accepte de jouer dans le film catastrophe Tremblement de terre (Earthquake, 1974) et le film d'aventure Le Pirate des Caraïbes (Swashbukler, 1976), puis enchaîne avec des thrillers comme Obsession de Brian de Palma (1976), Morts suspectes (Coma, 1978), La Corde raide (Tightrope, 1984), Faux-semblants (Dead Ringers, 1988).

### Années 1980 et 1990
Après une longue absence du Québec, elle retrouve Michel Brault et paraît dans deux de ses films : Les Noces de papier (1989), rôle pour lequel elle reçoit le Prix Gémeaux de la meilleure interprétation premier rôle féminin, catégorie Émission ou mini-série dramatique, et Mon amie Max (1994).
En 1994, elle est engagée pour jouer le rôle du capitaine Janeway dans la série américaine Star Trek: Voyager, mais elle abandonne juste après le tournage de l'épisode pilote, à cause de conditions de tournage trop difficiles.

### Depuis 2000
Elle tient le rôle de Colette Lasalle dans La Turbulence des fluides de Manon Briand en 2002 et participe par la suite à plusieurs autres productions, dont Chorus (2015) de François Delisle.

### Vie privée
Mariée avec Paul Almond de 1967 à 1974, elle a un enfant, Matt Almond. Elle a vécu de 1977 à 2017 en Californie avec son compagnon Dennis Hastings, père de son second fils, Emmanuel Claude (né en 1980).

## Filmographie

### Cinéma

#### Années 1960
- 1963 : Amanita Pestilens (en) de René Bonnière : Sophie Martin
- 1964 : Geneviève de Michel Brault (court métrage) : Geneviève
- 1964 : La Fin des étés d'Anne Claire Poirier (court métrage) : Marie Préfontaine
- 1964 : La Terre à boire de Jean-Paul Bernier : Barbara
- 1966 : La guerre est finie d'Alain Resnais : Nadine Sallanches
- 1966 : Le Roi de cœur de Philippe de Broca : Coquelicot
- 1967 : Le Voleur de Louis Malle : Charlotte
- 1967 : Entre la mer et l'eau douce de Michel Brault : Geneviève
- 1968 : Isabel de Paul Almond : Isabel
- 1969 : Anne des mille jours (Anne of the Thousand Days) de Charles Jarrott : Anne Boleyn

#### Années 1970
- 1970 : Acte du cœur (The Act of the Heart) de Paul Almond : Martha Hayes
- 1971 : Les Troyennes (The Trojan Women) de Michael Cacoyannis : Cassandra
- 1972 : Journey de Paul Almond : Saguenay
- 1973 : Kamouraska de Claude Jutra : Élisabeth
- 1974 : Tremblement de terre (Earthquake) de Mark Robson : Denise Marshall
- 1975 : L'Incorrigible de Philippe de Broca : Marie-Charlotte Pontalec
- 1976 : Alex ou la Liberté (en) (Alex and the Gypsy) de John Korty : Maritza
- 1976 : Le Pirate des Caraïbes (Swashbuckler) de James Goldstone : Jane Barnet
- 1976 : Obsession de Brian De Palma : Elizabeth Courtland / Sandra Portinari
- 1977 : Un autre homme, une autre chance de Claude Lelouch : Jeanne Leroy
- 1978 : Morts suspectes (Coma) de Michael Crichton : Dr Susan Wheeler
- 1978 : Meurtre par décret (Murder by Decree) de Bob Clark : Annie Crook

#### Années 1980
- 1980 : Le Dernier Reportage (en) (Final Assignment) de Paul Almond : Nicole Thomson
- 1980 : Le Dernier Vol de l'arche de Noé (The Last Flight of Noah's Ark) de Charles Jarrott : Bernardette Lafleur
- 1982 : Monsignor de Frank Perry : Clara
- 1984 : Choose Me d'Alan Rudolph : Nancy
- 1984 : La Corde raide (Tightrope) de Richard Tuggle : Beryl Thibodeaux
- 1985 : Wanda's Café (Trouble in Mind) d'Alan Rudolph : Wanda
- 1988 : Les Modernes (The Moderns) d'Alan Rudolph : Libby Valentin
- 1988 : Faux-semblants (Dead Ringers) de David Cronenberg : Claire Niveau

#### Années 1990
- 1990 : Dans la peau d'un mort (en) (False Identity) de James Keach : Rachel Roux
- 1991 : Rue du Bac de Gabriel Aghion : Marie Aubriac
- 1992 : The Dance Goes On de Paul Almond : la mère de Rick
- 1992 : Oh, What a Night (en) d'Eric Till : Eva
- 1993 : An Ambush of Ghosts d'Everett Lewis : Irene Betts
- 1994 : Mon amie Max de Michel Brault : Marie-Alexandrine Brabant
- 1996 : Pinocchio (The Adventures of Pinocchio) de Steve Barron : Leona
- 1997 : Impasse (Dead Innocent) de Sara Botsford : Suzanne St. Laurent
- 1997 : The House of Yes de Mark Waters : Mme Pascal
- 1997 : Last Night de Don McKellar : Mme Carlton
- 1998 : You Can Thank Me Later (en) de Shimon Dotan : Joelle
- 1999 : Voyeur (Eye of the beholder) de Stephan Elliott : Dr Jeanne Brault

#### Années 2000
- 2001 : Alex in Wonder (en) de Drew Ann Rosenberg : Natalie
- 2002 : La Turbulence des fluides de Manon Briand : Colette Lasalle
- 2003 : Jericho Mansions (en) d'Alberto Sciamma : Lily Melnick
- 2003 : Finding Home (en) de Lawrence D. Foldes : Katie
- 2004 : Downtown: A Street Tale (en) de Rafal Zielinski (de) : Aimée Levesque
- 2005 : Mon petit doigt m'a dit... de Pascal Thomas : Rose Evangelista
- 2006 : Disappearances (en) de Jay Craven (en) : Cordelia
- 2006 : Délivrez-moi de Denis Chouinard : Irène
- 2009 : The Trotsky de Jacob Tierney : Denise Archambault

#### Années 2010
- 2011 : Pour l'amour de Dieu de Micheline Lanctôt : sœur Cécile âgée
- 2012 : Still Mine (en) de Michael McGowan (en) : Irene Morrison
- 2013 : Northern Borders (en) de Jay Craven (en) : Abiah Kittredge
- 2015 : Chorus de François Delisle : Gabrielle

### Télévision
- 1962-1963 : Marcus (série télévisée) : rôle sans nom
- 1963 : Le square de Jean Dumas et Jean Faucher (téléfilm) : Her
- 1963 : Jeudi-Théâtre (série télévisée) 3 épisodes : rôles différents
- 1963-1964 : Les Belles Histoires des pays d'en haut (série télévisée) : Julie Fourchu (saison 8, épisodes 1 et 3)
- 1963-1966 : Ti-Jean Caribou : rôle sans nom
- 1965-1967 : Festival (série télévisée) 4 épisodes : Nora/Sonia/Jeannette
- 1967 : Hallmark Hall of Fame (en) (série télévisée d'anthologie) : Jeanne d'Arc (saison 17, Sainte Jeanne de George Bernard Shaw, pièce enregistrée par George Schaefer)
- 1971 : Great Performances (série télévisée de spectacle vivant) : Antigone (saison 1, Antigone de Jean Anouilh, pièce enregistrée par Gerald Freedman)
- 1972 : Omnibus (épisode : The Wit & World of George Bernard Shaw) : Joan
- 1976 : Hallmark Hall of Fame (en) (série télévisée d'anthologie) : Cléopâtre (saison 25, César et Cléopâtre de George Bernard Shaw, pièce enregistrée par James Cellan Jones)
- 1981 : Mistress of Paradise (en) de Peter Medak (téléfilm) : Elizabeth Beaufort
- 1989 : Red Earth, White Earth (en) de David Greene (téléfilm) : Madeline
- 1990 : Les Noces de papier de Michel Brault (téléfilm) : Claire
- 2000 : Les Enfants de mon cœur (Children of My Heart) de Keith Ross Leckie (téléfilm) : Gabrielle Roy âgée
- 2000 : The Bookfair Murders de Wolfgang Panzer (téléfilm) : Margaret Dourie Cantor
- 2001 : Matisse & Picasso: A Gentle Rivalry de Ginny Martin et Rob Tranchin (téléfilm) : Françoise Gilot (voix)

## Distinctions

### Récompenses
- 1966 : Prix Suzanne-Bianchetti du meilleur espoir féminin pour Le Voleur
- 1969 : Festival du film canadien, Prix Etrog de la meilleure actrice pour Isabel
- 1970 : Golden Globe Award de la meilleure actrice dans un film dramatique pour Anne des mille jours
- 1971 : Festival du film canadien, Prix Etrog de la meilleure actrice pour Act of the Heart (Acte du cœur)
- 1973 : Festival du film canadien, Prix Etrog de la meilleure actrice pour Kamouraska
- 1980 : Festival du film canadien, Prix Génie de la meilleure actrice dans un second rôle pour Meurtre par décret
- 1990 : Prix Gémeau du meilleur premier rôle féminin pour Les Noces de papier
- 2018 : Prix du Gouverneur général pour les arts du spectacle[7].

### Nomination
- Oscars 1970 : Nommée comme Meilleure actrice pour Anne des mille jours